# РУСИА Петролеум
«РУСИА Петролеум» — российская газовая компания, владелец лицензии на разработку Ковыктинского газоконденсатного месторождения. Полное наименование — Открытое акционерное общество Компания «РУСИА Петролеум». Штаб-квартира — в Иркутске.

## История
Создано в апреле 1992 года. Название компании (РУСИА) образовано по первым буквам крупнейших городов Иркутской области: Радужный, Усолье-Сибирское, Саянск, Иркутск, Ангарск. Лицензия на освоение месторождения была получена в 1993 году. Изначально акционерами компании были «ТНК-ВР» (62,42 %), «Интеррос» Владимира Потанина (25,82 %) и администрация Иркутской области (10,78 %).
В начале 2007 года государство пригрозило отобрать у компании лицензию на освоение месторождения, мотивировав это недостижением заявленного объёма добычи. Ряд комментаторов полагало, что такая ситуация вокруг месторождения складывается в интересах «Газпрома», желающего по низкой цене получить контроль над месторождением.
В середине июня 2007 года «Газпром» и «ТНК-BP» достигли соглашения, в соответствии с которым российско-британская компания продаст газовой монополии всю долю в «Русиа Петролеум»; цена сделки ориентировочно составит $600-900 млн. При этом «ТНК-BP» имел опцион обратного выкупа 25 % плюс 1 акция «Русиа Петролеум» сроком действия один год. Однако, эта договорённость не была исполнена. В октябре 2008 года было объявлено, что «Интеррос» продаст 25 % минус 1 акцию «РУСИА» энергетической компании ОГК-3 (контролируется «Норильским никелем») за $600 млн.
В начале июня «РУСИА Петролеум» инициировала процедуру банкротства, подав заявление в арбитражный суд Иркутской области. ТНК-ВР, основной кредитор компании, предъявила требования о досрочном погашении части займов, выданных «дочке» на разработку Ковыкты. Однако «РУСИА Петролеум» не смогла расплатиться по счетам (ряд аналитиков высказывали мнения, что процедура банкротства начата по инициативе самой ТНК-ВP).. 19 октября 2010 года суд признал компанию банкротом и ввёл в ней конкурсное производство сроком до 19 апреля 2011 года.
В итоге в марте 2011 года состоялся аукцион, на котором «РУСИА Петролеум» было куплено «Газпромом» за 22,3 млрд руб. (770 млн долл.).

## Собственники и руководство
Владелец основных активов по состоянию на март 2012 года — «Газпром».
Генеральный директор — Довгань Андрей Владимирович (с 19 декабря 2009 года по 30 сентября 2011 года).

## Деятельность
У «РУСИА Петролеум» имеется представительство в Москве; представительство в Пекине (Китай) ликвидировано в августе 2008 года.
Компанией создана промышленная инфраструктура на месторождении, позволяющая вести разведочное и эксплуатационное бурение. По данным бухгалтерской отчётности компании «ТНК-BP», общие затраты на разработку месторождения составили к 1 января 2007 года $405 млн. Ведётся опытно-промышленная эксплуатация месторождения (в 2009 году объём добычи составил 41,7 млн м³ газа и 2,1 тыс. т конденсата). Тем не менее, несмотря на то, что компания потратила серьёзные средства на освоение месторождения, промышленная добыча газа к началу 2011 года так и не была начата, в том числе из-за противодействия государственного газового монополиста «Газпрома» (в частности, отказа подключать месторождение к трубопроводной инфраструктуре).